# Edward Shortt

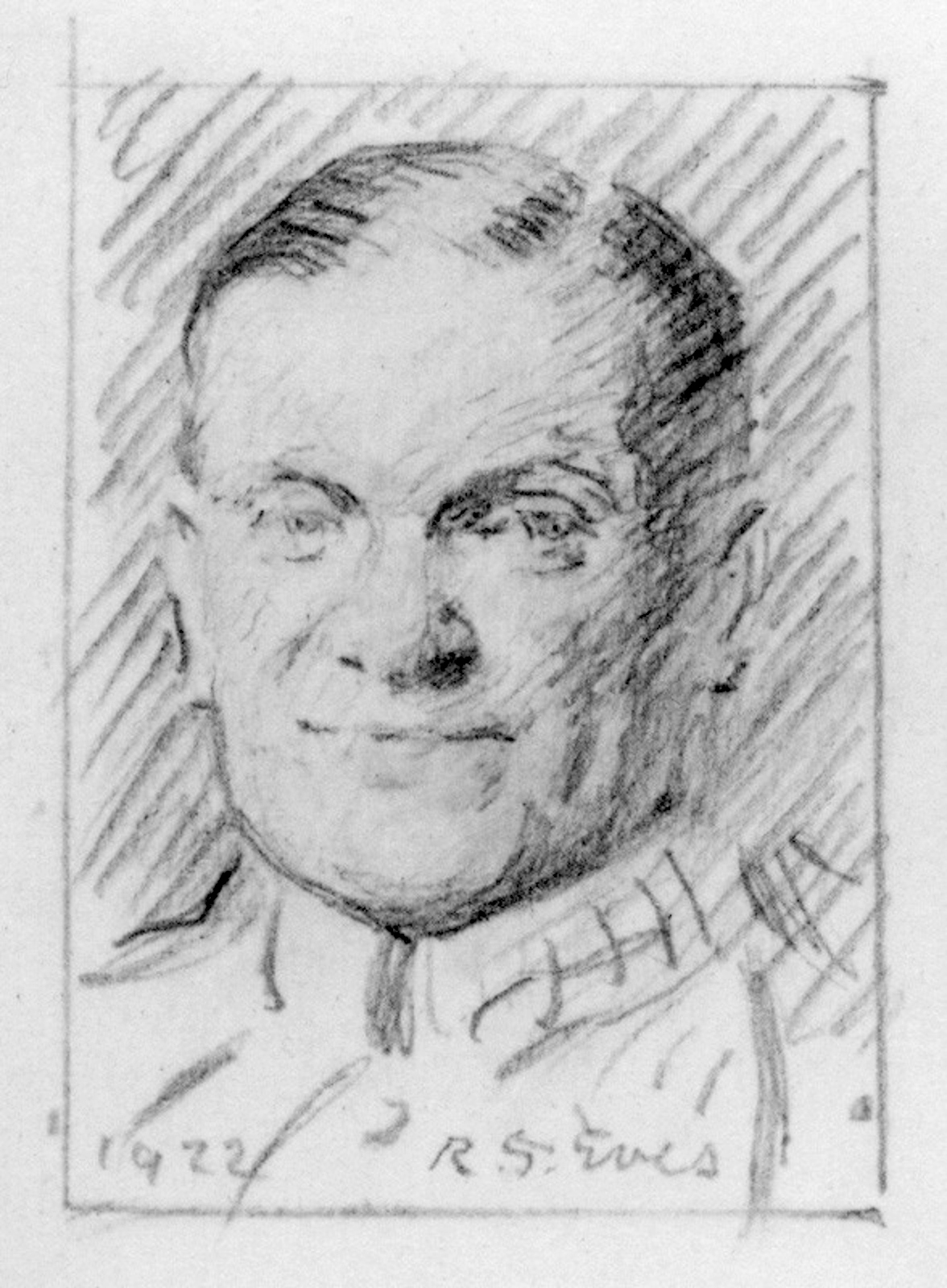
Edward Shortt.

Edward Shortt, född den 10 mars 1862 i Newcastle upon Tyne, död den 10 november 1935 i London, var en engelsk politiker.
Shortt blev 1890 praktiserande advokat och var 1910–1922 liberal ledamot av underhuset. Han var maj 1918–januari 1919 minister för Irland och därefter inrikesminister till ministären Lloyd Georges avgång i oktober 1922.